# Kimri

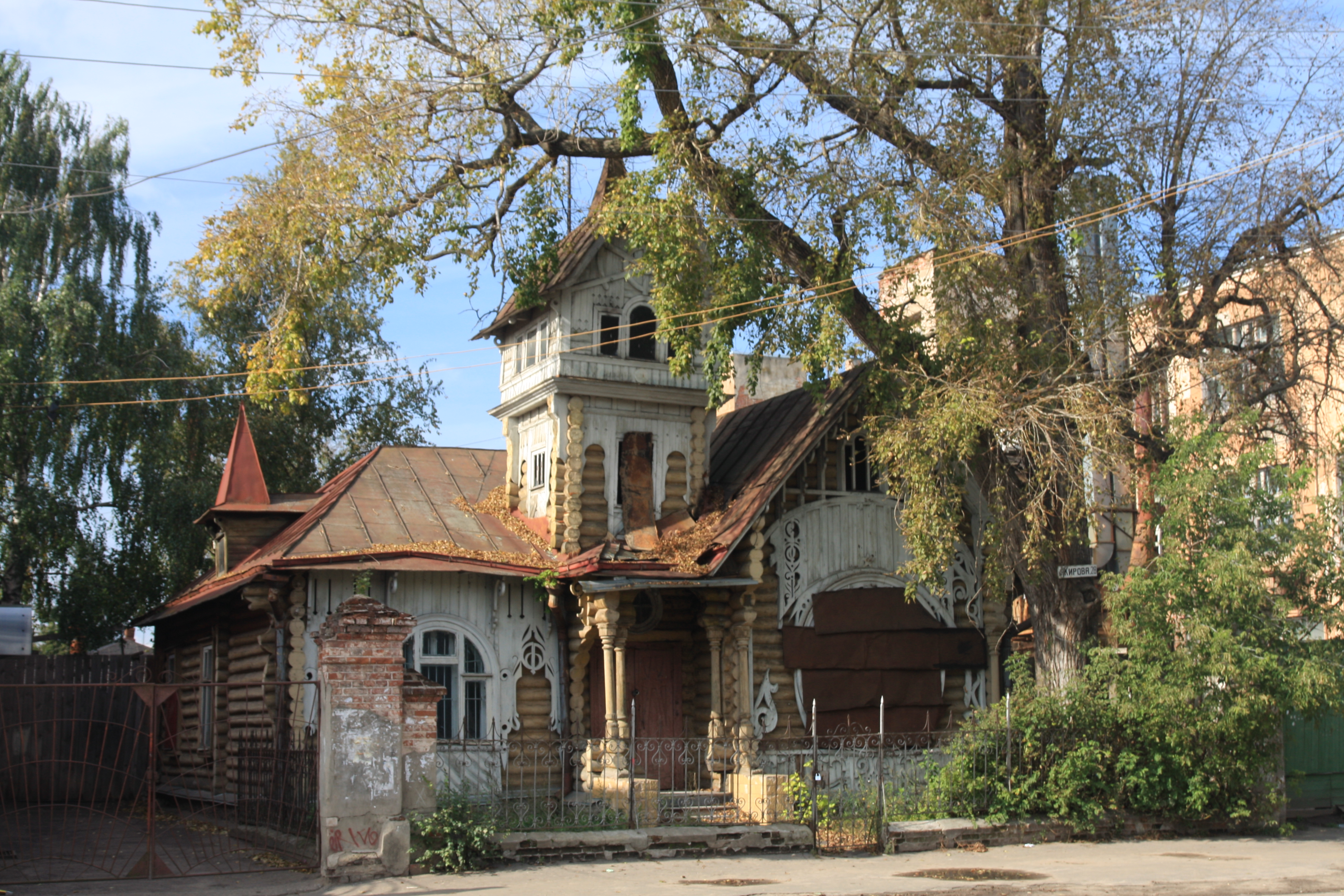
Casa del Comerciant Lújina

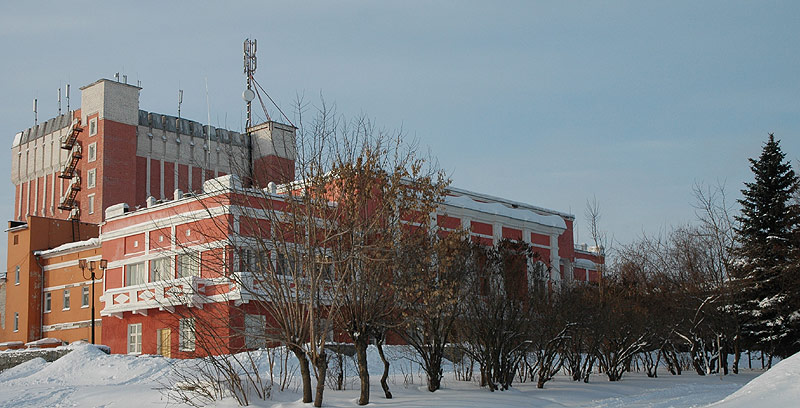
Teatre de Kimri

Kimri (en rus Кимры) és una ciutat de l'óblast de Tver (Rússia). Està a la confluència dels rius Kimrka i Volga, a 133 km a l'est de Tver i a 130 km de Moscou. El 2009 tenia 48.873 habitants.

## Història
Kimri és esmentada des de 1546 com un poble de comerciants i sabaters. Va assolir la categoria de ciutat el 1917.

## Economia
Hi ha una estació de tren al barri de Saviólovo, que la uneix amb Moscou, i també té un aeroport. Les indústries principals són de maquinària i de cuir.